# Léa Garcia

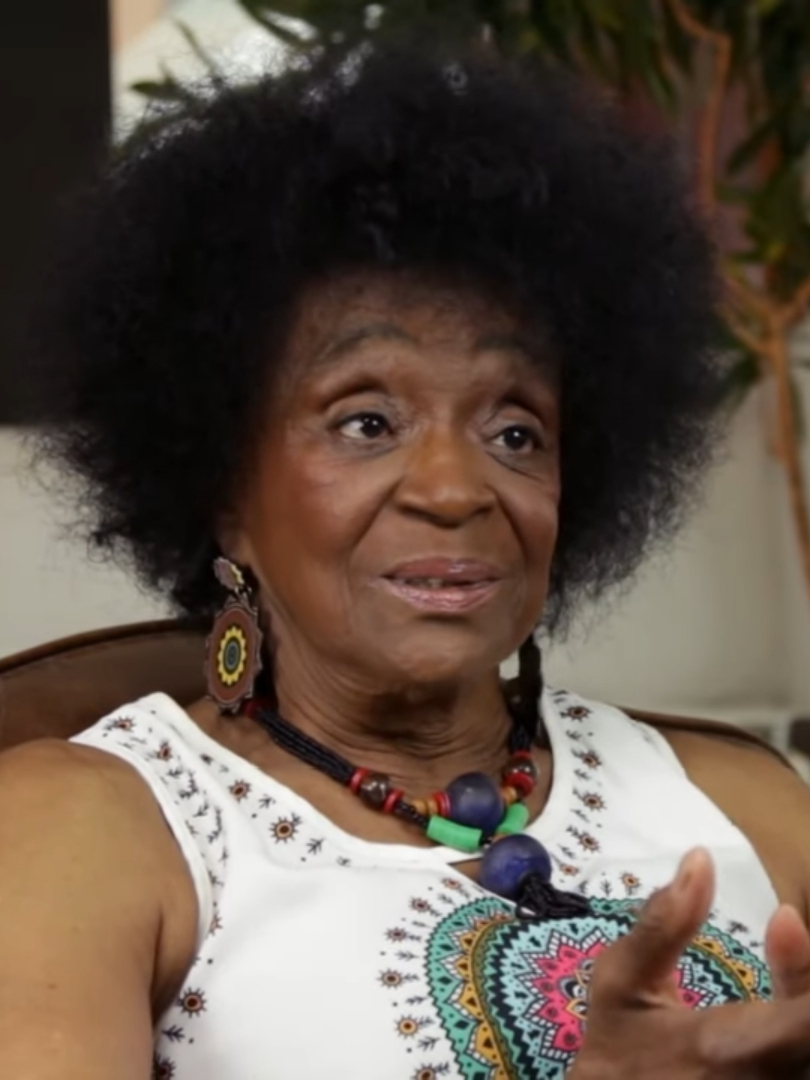
Léa Garcia, 2019

Léa Garcia (anhörenⓘ; * 11. März 1933 in Rio de Janeiro; † 15. August 2023) war eine brasilianische Schauspielerin.

## Leben und Wirken
Garcia wurde hauptsächlich als Darstellerin in Fernsehserien und Telenovelas bekannt, sie spielte aber auch in Kino- und Fernsehfilmen. Ihre erste Rolle spielte sie 1959 als Seraphina in dem Spielfilm Orfeu Negro, der unter anderem den Oscar gewann. 1960 spielte sie die Herminia in Brasilianische Rhapsodie. Weitere Filme folgten, in denen sehr oft die Sklaverei als Thema verarbeitet wurde. International bekannt wurde Garcia jedoch durch die Telenovela Die Sklavin Isaura, in welcher sie die intrigante Sklavin Rosa spielte, die sich am Ende aus Versehen selbst vergiftet. Weitere wichtige Filme waren Die Schwarze Göttin von Ola Balogun (1978) und Eine Kubanische Affäre - Viva Sapata! (2002).
Im August 2023 starb Garcia im Alter von 90 Jahren.

## Auszeichnungen und Nominierungen
- 2004:  Golden Kikito des Gramado Film Festivals für Filhas do Vento (2004) zusammen mit Ruth de Souza als beste Schauspielerin
- 2006: Silver Tatu der Bahia Days of International Cinema für Memórias da Chibata (2006)